# 1180
| [ Edytuj tabelę ]                |                                                                 |
| Książę Małopolski                | - 1177 Kazimierz II Sprawiedliwy 1194                           |
| Książę Wielkopolski              | - 1177 Odon Mieszkowic 1194                                     |
| Król Angkoru                     | - 1177 bezkrólewie, okupacja Czampy 1181                        |
| Król Anglii                      | - 1154 Henryk II 1189                                           |
| Król Aragonii i hrabia Barcelony | - 1164 Alfons II Aragoński 1196                                 |
| Książę Bawarii                   | - 1156 Henryk XII Lew 1180 - 1180 Otto I 1183                   |
| Margrabia Brandenburgii          | - 1170 Otto I 1184                                              |
| Książę Burgundii                 | - 1162 Hugo III 1192                                            |
| Cesarz Bizancjum                 | - 1143 Manuel I Komnen 1180 - 1180 Aleksy II Komnen 1183        |
| Cesarz Chin                      | - 1162 Song Xiaozong 1189                                       |
| Książę Czech                     | - 1178 Fryderyk 1189                                            |
| Król Danii                       | - 1157 Waldemar I Wielki 1182                                   |
| Władca Egiptu                    | - 1171 Saladyn 1193                                             |
| Król Francji                     | - 1137 Ludwik VII Młody 1180 - 1180 Filip II August 1223        |
| Król Gruzji                      | - 1156 Jerzy III 1184                                           |
| Hrabia Holandii                  | - 1157 Floris III 1190                                          |
| Cesarz Japonii                   | - 1168 Takakura 1180 - 1180 Antoku 1185                         |
| Kalif                            | - 1170 Al-Mustadhi 1180 - 1180 An-Nasir 1225                    |
| Król Kastylii                    | - 1158 Alfons VIII Szlachetny 1214                              |
| Patriarcha Konstantynopola       | - 1179 Teodozjusz I Boradiota 1183                              |
| Władca Korei                     | - 1170 Myŏngjong 1197                                           |
| Król Leónu                       | - 1157 Ferdynand II 1188                                        |
| Kalif Maroka                     | - 1163 Abu Jusuf I 1184                                         |
| Król Nawarry                     | - 1150 Sancho VI 1194                                           |
| Król Norwegii                    | - 1161 Magnus V 1184 - 1177 Sverre Sigurdsson 1202              |
| Hrabia Palatynatu                | - 1155 Konrad Hohenstauf 1195                                   |
| Papież                           | - 1159 Aleksander III 1181 - 1179 antypapież Innocenty III 1180 |
| Król Portugalii                  | - 1139 Alfons I 1185                                            |
| Sułtan Rumu                      | - 1156 Kilidż Arslan II 1192                                    |
| Książę Rusi halickiej            | - 1153 Jarosław Ośmiomysł 1187                                  |
| Cesarz Rzymski (niemiecki)       | - 1155 Fryderyk I Barbarossa 1190                               |
| Książę Saksonii                  | - 1142 Henryk Lew 1180 - 1180 Bernard III 1212                  |
| Król Szkocji                     | - 1165 Wilhelm I 1214                                           |
| Król Szwecji                     | - 1173 Knut Eriksson 1196                                       |
| Doża Wenecji                     | - 1178 Orio Mastropiero 1192                                    |
| Król Węgier                      | - 1172 Bela III 1196                                            |

Rok 1180 / MCLXXX
stulecia: XI wiek ~
XII wiek ~
XIII wiek

lata: 1170 «
1175 «
1176 «
1177 «
1178 «
1179 «
1180
» 1181
» 1182
» 1183
» 1184
» 1185
» 1190

## Wydarzenia w Polsce
- Zjazd w Łęczycy, za cenę poparcia władzy świeckiej kler katolicki uzyskał zwolnienie kościelnych dóbr ziemskich z obowiązku dostarczania podróżującym urzędnikom księcia żywności i podwody, a także rezygnację monarchy z tzw. „ius spolii”[1].
- Została założona Szkoła przy kolegiacie św. Michała w Płocku, najstarsza polska szkoła działająca do dziś, obecnie znana jako „Małachowianka”.

## Wydarzenia na świecie
- 21 marca – Antoku został cesarzem Japonii.
- 13 kwietnia – na sejmie w królewskim zamku Gelnhausen dokonano rozbioru posiadłości księcia Saksonii i Bawarii Henryka Lwa.
- 28 maja – w bazylice Saint-Denis odbyła się koronacja Izabelli z Hainaut, pierwszej żony króla Francji Filipa II Augusta.
- 23 czerwca – wojna Gempei w Japonii: stoczono bitwę nad rzeką Uji.
- 14 września – wojna Gempei w Japonii: bitwa pod Ishibashiyamą.
- 16 września – cesarz Fryderyk I Barbarossa oddał w lenno Bawarię Ottonowi I Wittelsbachowi.
- 18 września – Filip II August królem Francji[2].
- 24 września – Aleksy II został cesarzem bizantyjskim.

- Konflikt między Sztaufami a Welfami, Henryk Lew wygnany[3].
- Pod względem populacji Hangzhou (populacja 255.000-1200; 320.000-1250) wyprzedził Fez i  stał się największym miastem świata (dane szacunkowe).

## Urodzili się
- ok. 1180 – Jan z Wildeshausen, dominikanin, generał zakonu (zm. 1252)

## Zmarli
- 18 września – Ludwik VII Młody, król Francji (ur. 1120)
- 24 września – Manuel I Komnen, cesarz Bizancjum (ur. 1118)
- 14 listopada – Wawrzyniec z Dublina, mnich, arcybiskup Dublina, święty katolicki (ur. 1128)

- data dzienna nieznana: 
  - Dại Xả – wietnamski mistrz thiền ze szkoły vô ngôn thông (ur. 1120)